# (37785) 1997 SL15
1997 SL15 (asteroide 37785) é um asteroide da cintura principal. Possui uma excentricidade de 0.17710650 e uma inclinação de 1.88297º.
Este asteroide foi descoberto no dia 27 de setembro de 1997 por ODAS em Caussols.